# Voyage to India
Albums de India.Arie
Acoustic Soul
(2001) Testimony: Vol. 1, Life and Relationship
(2006)
Voyage to India est le second album studio de la chanteuse de neo soul/RnB américaine India.Arie, sorti en 2002. Cet album atteint la 6e place du classement Billboard 200 et atteint la première place du Top R&B/Hip-Hop Albums, devenant par là même Disque de platine, certification attribuée par la RIAA.
Lors des 45e éditions des Grammy Awards, elle remporta le trophée de la « Meilleure performance alternative ». La chanson Get It Together fut utilisée dans de nombreuses bandes originales de films dont Shark Tale en 2004.

## Liste des titres
1. Growth – 1:00
2. Little Things – 3:29
3. Talk to Her – 5:10 (parmi les auteurs : Algebra)
4. Slow Down – 3:52
5. The Truth – 3:29
6. Beautiful Surprise – 2:28
7. Healing – 0:55
8. Get It Together – 4:54
9. Headed in the Right Direction – 3:29
10. Can I Walk with You – 3:50
11. The One – 3:21
12. Complicated Melody – 3:13
13. Gratitude – 1:05
14. Good Man – 3:32
15. God Is Real – 4:36
16. Interested – 4:05

## Singles
| Information |
| --- |
| Little Things - Sorti : 2002 - Compositeur : India.Arie, Andre Fischer, Anthony Roberson, Shannon Sanders, David Wolinski - Producteur : India.Arie, Shannon Sanders - Directeur : Sanaa Hamri - Position dans les classements musicaux : #89 U.S., #33 U.S. R&B, #62 UK |
| Can I Walk with You - Sorti : 2003 - Compositeur : India.Arie, Blue Miller - Producteur : Blue Miller - Directeur : — - Position dans les classements musicaux : — |
| The Truth - Sorti : 2003 - Compositeur : India.Arie, Andrew Ramsey, Anthony Roberson, Shannon Sanders - Producteur : Andrew Ramsey - Directeur : Sanaa Hamri - Position dans les classements musicaux :                                                                  |
| Get It Together - Sorti : 2003 - Compositeur : India.Arie, Andrew Ramsey, Anthony Roberson, Shannon Sanders - Producteur : Andrew Ramsey, Shannon Sanders - Directeur : — - Position dans les classements musicaux : —                                                   |

## Classements
| Classement (2002)                             | Meilleure position |
| --------------------------------------------- | ------------------ |
| Classement des albums au Canada               | 12                 |
| Classement MegaCharts des albums aux Pays-Bas | 47                 |
| Classement des albums en France               | 123                |
| Classement musical en Allemagne               | 90                 |
| Classement des albums en Italie               | 47                 |
| Classement des albums en Suède                | 37                 |
| Classement des albums en Suisse               | 53                 |
| Billboard 200                                 | 6                  |
| Billboard Top R&B/Hip-Hop Albums              | 1                  |
| Billboard Internet Albums                     | 6                  |